# Korhogo
Korhogo – miasto w północnej części Wybrzeża Kości Słoniowej.
Liczba mieszkańców w 2003 roku wynosiła ok. 175 tys.